# Какауландия
Какауландия (на португалски: Cacaulândia) е град — община в централната част на бразилския щат Рондония. Общината е част от икономико-статистическия микрорегион Арикемис, мезорегион Източна Рондония. Населението на общината към 2010 г. е 5727 души, а територията е 1962 km² (3 д./km²).